# 南锡圣若瑟修院
南锡圣若瑟修院（Abbaye Saint-Joseph de Nancy）是法国洛林默尔特-摩泽尔省南锡一个古老的普利孟特瑞会修道院，创立于1635年，1759年建成，位于安德烈马奇诺广场（place André-Maginot）。自1807年，修道院归属新教，称为南锡新教教堂（temple protestant de Nancy）或圣约翰堂（temple Saint-Jean）。
法国大革命期间，修道院关闭，1807年教堂分配给新教，名为圣约翰堂，得名于古老的圣约翰门（porte Saint-Jean）。
1919年8月28日，该堂列为法国历史古迹。